# Knöringen

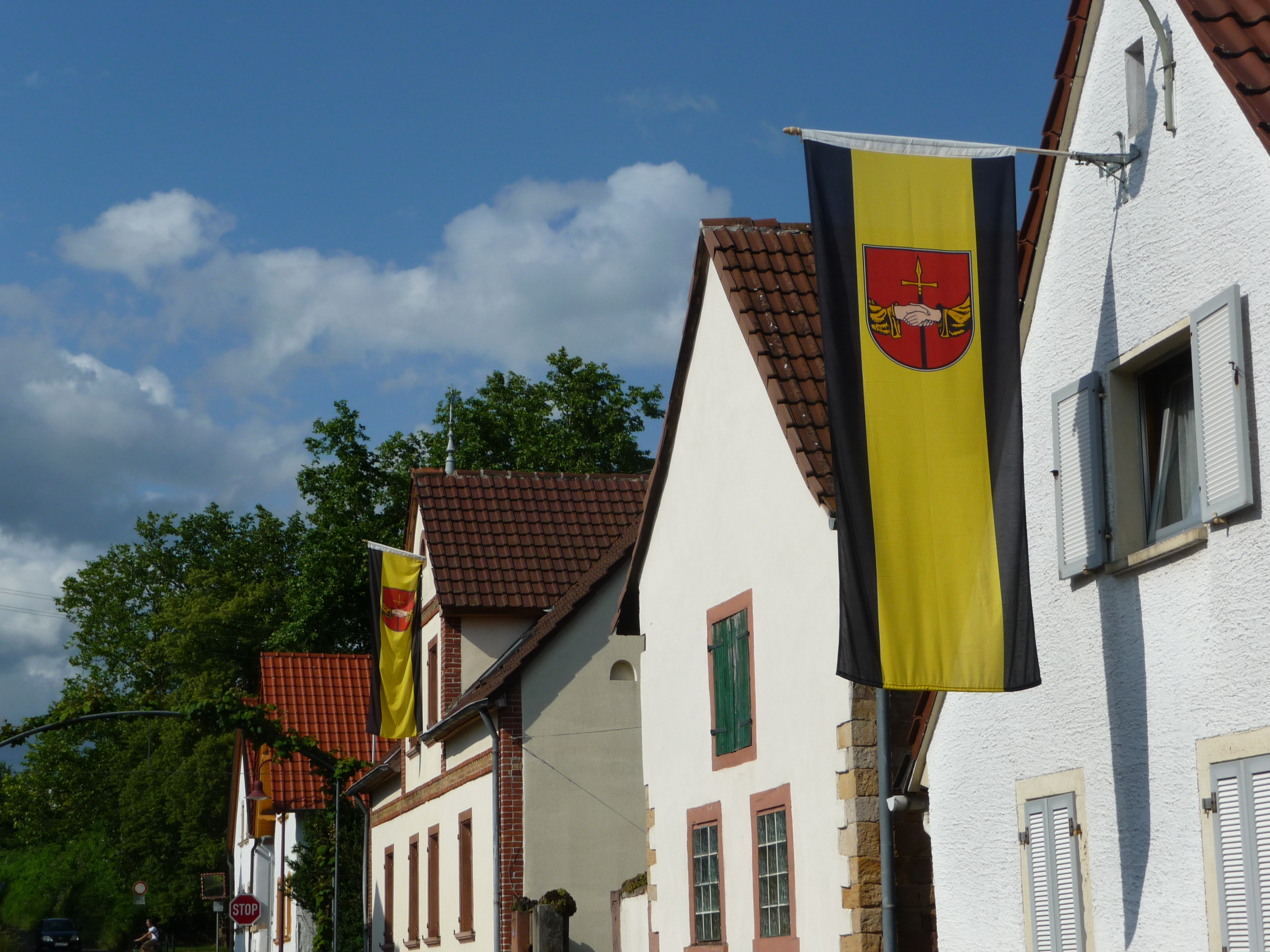
Ortsansicht Knöringen

Knöringen ist eine Ortsgemeinde im Landkreis Südliche Weinstraße in Rheinland-Pfalz. Sie gehört zur Verbandsgemeinde Landau-Land, die ihren Verwaltungssitz in der Stadt Landau in der Pfalz hat.

## Geographische Lage
Die Gemeinde ist ein Weinort. Nachbargemeinden sind Walsheim und Essingen.

## Geschichte
Knöringen wurde erstmals 775 im Lorscher Codex als „Cnoringen“ urkundlich erwähnt. Die Ortsbezeichnung geht auf den Namen des Gründers Knoro zurück. Bis 1468 gehörte das halbe Dorf den Herren von Enggaß.

## Politik

### Gemeinderat
Der Gemeinderat in Knöringen besteht aus acht Ratsmitgliedern, die bei der Kommunalwahl am 9. Juni 2024 in einer Mehrheitswahl gewählt wurden, und dem ehrenamtlichen Ortsbürgermeister als Vorsitzendem.

### Bürgermeister
Johannes Hörner wurde am 11. September 2024 Ortsbürgermeister von Knöringen. Da bei der Direktwahl am 9. Juni 2024 kein Wahlvorschlag eingereicht wurde, oblag die Neuwahl des Bürgermeisters gemäß rheinland-pfälzischer Gemeindeordnung dem Rat, der sich auf seiner konstituierenden Sitzung einstimmig für Johannes Hörner entschied.
Hörners Vorgänger Dieter Ditsch (parteilos) hatte das Amt am 21. Juli 2014 übernommen. Sein Vorgänger Klaus Pabst hatte 2014 nach zehn Jahren im Amt nicht erneut kandidiert. Zuvor war Werner Metz (CDU) von 1984 bis 2004 Ortsbürgermeister.

### Wappen
| Wappen von Knöringen | Blasonierung: „In Rot zwei natürliche gereichte Treue Hände mit goldenen Ärmeln, dahinter in der Mitte eine schwarze Lanze mit goldener Kreuzspitze, beiderseits anstoßend.“                                                                                            |
| Wappen von Knöringen | Wappenbegründung: Knöringen führt dieses Wappen seit 1957. Die Treuen Hände des Wappens stammen von dem Wappen der ortsansässigen Ritterfamilie von Knöringen und die Lanze erinnert an den Patron St. Michael der Abtei Klingenmünster, die in Knöringen Rechte besaß. |

### Partnergemeinde
Seit 1978 besteht eine Partnerschaft mit der Gemeinde Burgau im schwäbischen Landkreis Günzburg (Bayern) mit ihren Stadtteilen Ober- und Unterknöringen.

## Kultur und Sehenswürdigkeiten

### Sport
In Knöringen gibt es den Sportverein SVK (Sportverein Knöringen). Dieser hat eine Fußballabteilung und jeden Dienstag- und Donnerstagabend ist das Sportheim für Gäste und Einheimische geöffnet. Jeden Montag findet dort Frauengymnastik statt.

### Bildergalerie

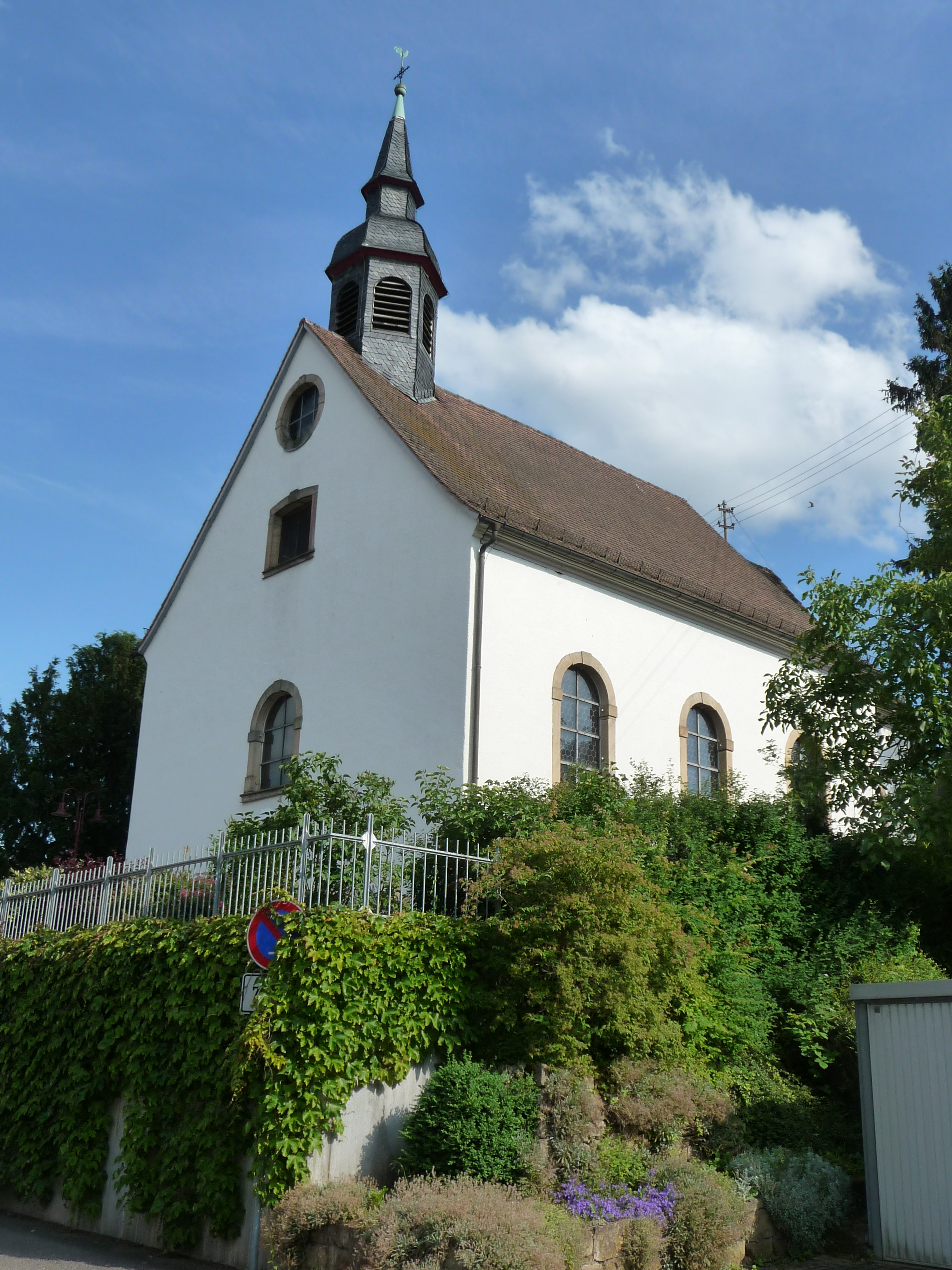
Katholische Kirche
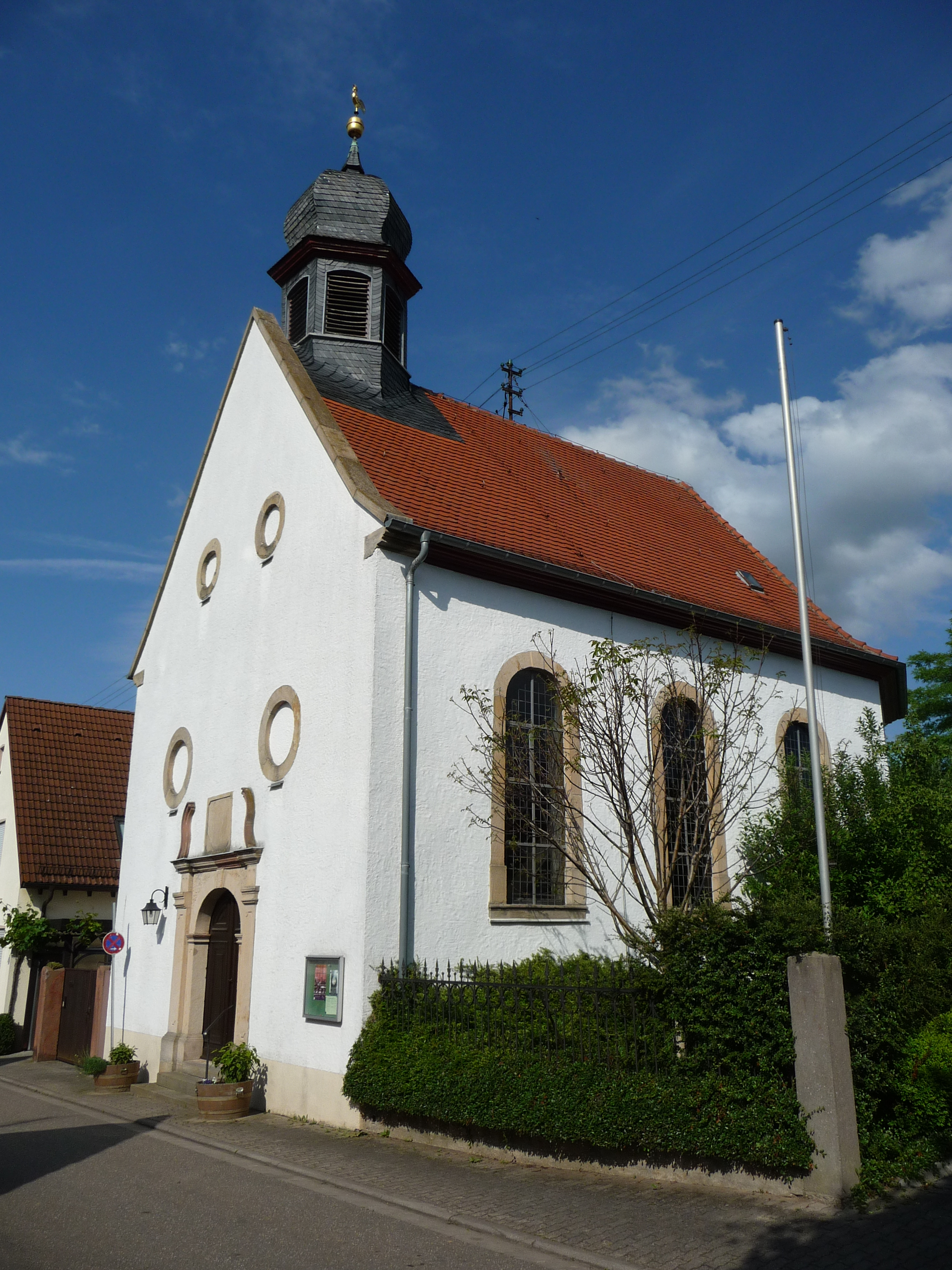
Protestantische Kirche
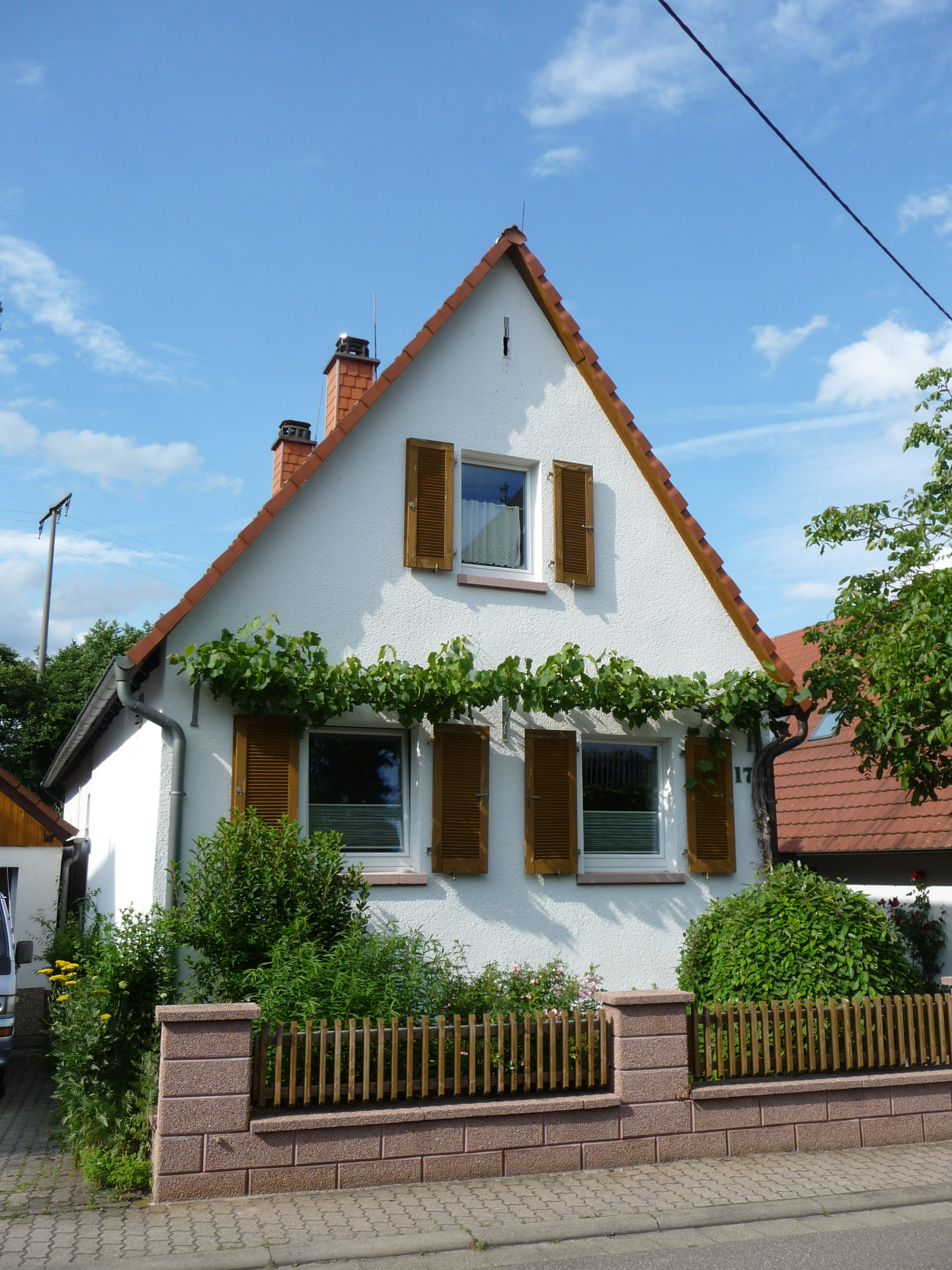
Haus an Dorfstraße

## Wirtschaft und Infrastruktur
Knöringen ist ein Winzerort und als solcher ein Teil des Weinanbaugebiets Pfalz. Vor Ort existiert die Einzellage Hohenrain (181,3 ha). Diese gehört zur Großlage Bischofskreuz im Bereich Südliche Weinstraße.
Beim Bau der Bahnstrecke Neustadt–Wissembourg im Jahre 1855 entstand auch der Bahnhof Knöringen am östlichen Rand der Gemeinde, später umbenannt in Bahnhof Knöringen-Essingen.

## Persönlichkeiten: Ehrenbürger
- Werner Metz (* 9. Februar 1947), Bürgermeister von 1984 bis 2004. Metz gehörte von 1989 bis 2009 dem Verbandsgemeinderat Landau-Land an. Die Verleihung der Ehrenbürgerurkunde erfolgte beim Neujahrsempfang der Gemeinde am 15. Januar 2017.[8]